# バルドメロ・エスパルテロ

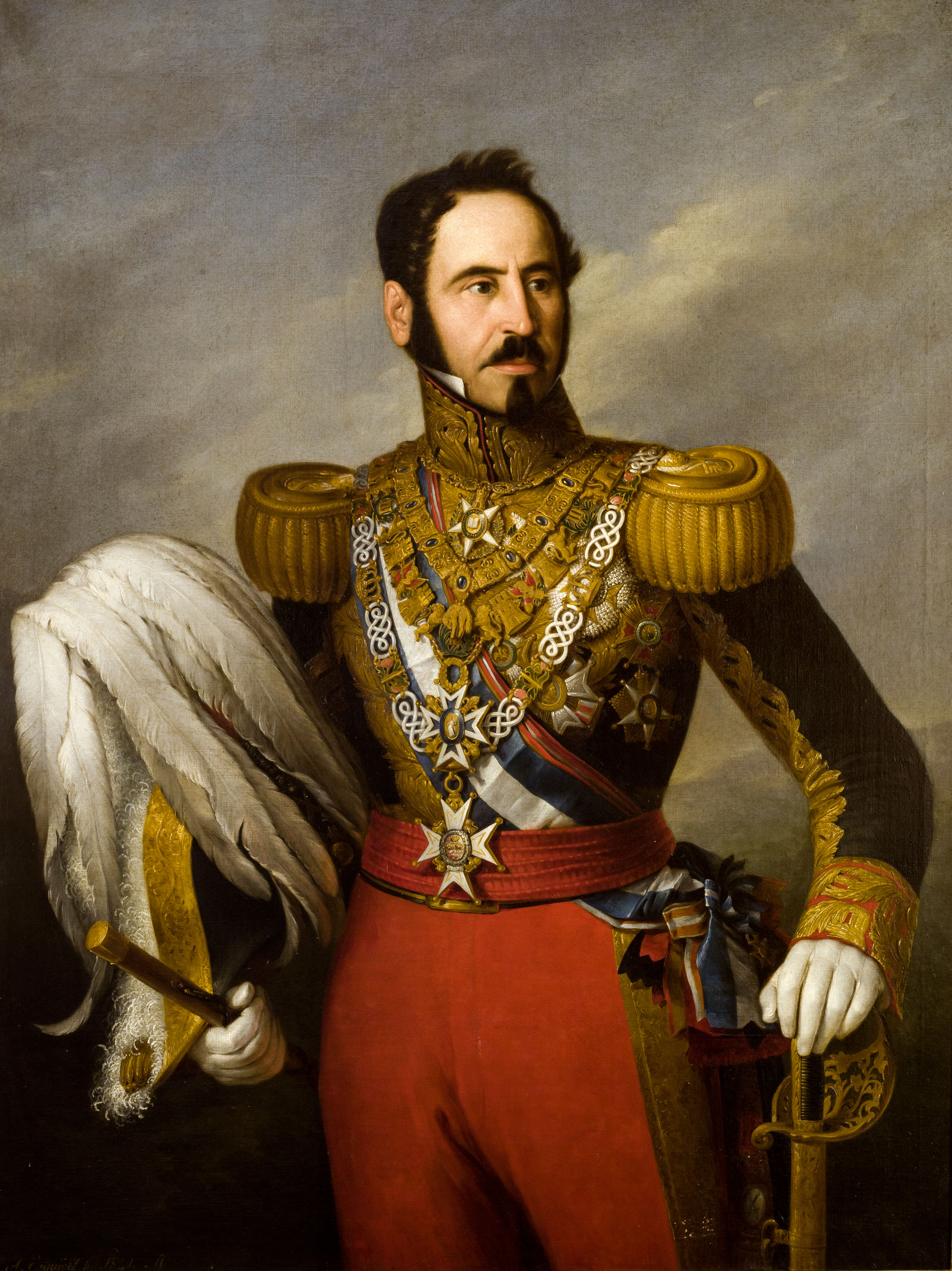
アントニオ・マリーア・エスキベルによる肖像画、1841年。

バルドメロ・エスパルテーロ（スペイン語: Baldomero Espartero, Conde de Luchana, Duque de Victoria, 1792年 - 1879年）は、スペインの軍人、政治家。ルチャナ伯、ビクトリア公。

## 生涯
シウダー・レアルで人夫の9人の子供の一人として生まれる。はじめは司祭になるつもりだったが長じて軍人になり、対ナポレオン戦争に参加し、1815年から南アメリカ植民地反乱の遠征隊に入り、8年間転戦した。
1833年、第一次カルリスタ戦争が勃発すると、イサベル2世のもとの政府軍に属し、スペイン北西部に出征した。1836年に北部軍司令官となってビルバオを解放。1839年にベルガラで協定を結んで反乱を鎮圧した。
政治的には民主的ブルジョワの進歩党を指導し、1840年のクーデターの後首相に推され、1841年から1843年まで摂政を務めた。アントニオ・ゴンサーレスに内閣を組閣させ、教会財産の国有化・売却にむけた法制定を行った（エスパルテーロ法）。経済的には自由貿易政策を推進しようとしたが、保護貿易を望む勢力からの反発を招いた。徴兵制の導入をめぐっても、各地で反エスパルテーロの示威行動が起こった。このように事実上の独裁者としてスペインの近代化政策を推進したが、1843年におけるラモン・ナルバエスらの革命によってイギリスに亡命した。その後、1848年に帰国を許された。
1854年の革命では、レオポルド・オドンネル将軍らと結び政権を樹立して自由主義的改革を推進した。1856年にバリャドリードで起こった暴動への対応においてオドンゲルとの対立を深めると、女王イサベル2世がオドンネルに政権を任せたため退陣した。進歩派と民主派が武力闘争を図るが、エスパルテーロ自身はこの事態を傍観し、ログローニョへ戻った。1879年1月8日、ログローニョの自宅で死去した。